# 康斯坦丁·奥斯特罗维季扬诺夫
康斯坦丁·瓦西里耶维奇·奥斯特罗维季扬诺夫（羅馬化：Konstantin Vasilyevich Ostrovityanov；1892年5月30—1969年2月9日），苏联经济学家，1912年毕业于坦波夫神学院，同年进入基辅商学院，后转入莫斯科商学院。1914年加入俄国社会民主工党 (布尔什维克)，1947年至1953年任苏联科学院经济研究所所长，与德米特里·特罗菲莫维奇·谢皮洛夫等人主持编写了《政治经济学教科书》，于1954年首次出版。